# Ilma Grace Stone
Ilma Grace Balfe puis Ilma Grace Stone, née le 11 juin 1913 à Brunswick (Melbourne) en Australie, morte le 4 janvier 2001, est une botaniste australienne spécialisée en bryologie, l'étude des mousses.
Elle est chercheuse, autrice, collectionneuse et conférencière sur le domaine des mousses australiennes.

## Biographie

### Jeunesse et vie personnelle
Elle naît à Brunswick dans l'État de Victoria en Australie en 1913. Elle effectue ses études à l'Ivanhoe Girls Grammar School, financée par une bourse. Elle excelle en anglais et en botanique. Après avoir obtenu sa maîtrise à l'Université de Melbourne, plutôt que de poursuivre ses études à l'Université de Cambridge au Royaume-Uni, elle choisit de se marier. Elle épouse Alan Stone, ils ont trois enfants. Pendant les vingt premières années de son mariage, sa famille prend le pas sur sa carrière scientifique.

### Carrière scientifique
Ilma Grace Balfe étudie au département de botanique de l'Université de Melbourne de 1930 à 1934, et y obtient une maîtrise en sciences en présentant une thèse sur les champignons formant des sclérotes qui provoquent des maladies chez les plantes ornementales. Elle ne commence cependant sa carrière de chercheuse sur les bryophytes qu'en 1957, lorsqu'elle est nommée démonstratrice au département de botanique de l'université de Melbourne, d'abord à temps partiel puis à temps plein. Elle obtient son doctorat en 1963 pour A morphogenetic study of stage in the life-cycle of some Victorial cryptograms (Une étude morphogénétique de l'étape du cycle de vie de certains cryptogrammes victoriens). Elle obtient un D.Sc. (doctorat en sciences) de l'Université de Melbourne où elle est chercheuse honoraire à l'âge de 76 ans. Elle prend officiellement sa retraite de l'université en 1978 mais elle continue à faire des recherches et à publier jusqu'à sa mort en 2001.
Ilma Grace Stone s'intéresse d'abord aux fougères mais se spécialise à partir de 1969 dans les mousses. Elle publie en 1983 la description d'une nouvelle espèce, Fissidens gymnocarpus, et continue à contribuer à la taxonomie des mousses. Elle est connue pour son observation approfondie et son attention portée à toutes les espèces de mousses, notamment aux petites mousses qui sont souvent négligées ; elle est connue aussi pour ses contributions à leur taxonomie. Elle est également une bryologue de terrain réputée. On attribue à Ilma Grace Stone un apport considérable dans la connaissance des mousses en Australie, en particulier celles de l'État du Queensland.
Elle est particulièrement experte en ce qui concerne les genres Acaulon, Pleuridium, Eccremidium, Astomum et Nanobryum, ainsi que dans les flores de mousses du Victoria et du Queensland, les mousses tropicales d'Australie et celles ayant un protonema permanent. De plus, ses travaux sur les Fissidens australiens en collaboration avec David Catcheside apportent de larges améliorations à leur taxonomie.
Elle décrit 25 espèces, plusieurs genres, ainsi qu'une nouvelle famille de mousses.
Elle constitue une collection d'environ 25 000 spécimens, formant une partie notable de l'herbier de l'Université de Melbourne. Cette collection est particulièrement complète pour les bryophytes des zones tropicales d'Australie.

## Prix
Elle obtient en 1989 un doctorat en sciences décerné par l'Université de Melbourne où elle est chercheuse honoraire.
Elle est élue en 1982 membre honoraire de la British Bryological Society.
Plusieurs espèces de mousse ont été nommées en son honneur, comprenant deux genres (Stonea et Stoneobryum) et deux espèces, :
- Stonea oleaginosa (IG Stone) RH Zander Phytologia 65:432.
- Stoneobryum bunyaense DH Norris et H. Robinson bryologue 84 : 96.
- Stoneobryum mirum (Lewinsky) DH Norris et H. Robinson bryologue 84 : 98.
- Macromitrium stoneae Vitt & HP Ramsay J. Hattori Bot. Laboratoire. 59 : 400.
- Syrrhopodon stoneae W. Reese bryologue 92 : 302.

## Publications
Ilma Grace Stone publie plus de 70 articles au cours de sa carrière, le premier lorsqu'elle a 48 ans et onze après 80 ans.
Ouvrage principal :
- Les mousses d'Australie du Sud avec George Anderson Macdonald Scott, publié en 1976. Illustrations de Célia Rosser.

Plus de 70 articles de recherche, dont :
- I.G. Stone, (1958) The gametophyte and embryo of Polyphlebium venosum (R.Br.) Copeland (Hymenophyllaceae). Aust. J. Bot. 6: 183–203.
- I.G. Stone, (1961) The highly refractive protonema of Mittenia plumula (Mitt) Lindb. Proc. R. Soc. Vicr. 74: 119–124.
- I.G. Stone, (1971) The sporophyte of Tortula pagorum (Milde) De Not. Trans. Brit. Bryol. Soc. 6: 270–277.
- I.G. Stone, (1975) A remarkable new moss from Queensland, Australia. Viridivellus pulchellum, new genus and species (new family Viridivelleraceae). J. Bryology 9: 21–31.
- Stone. IG. (1979) Acaulon eremicola, a new moss from the Australian arid zone. J. Bryology 10: 467–474.
- I.G. Stone, (1980) Phascopsis rubicunda, a new genus and species of Pottiaceae from Australia. J. Bryology 11: 17–31.
- I.G. Stone, (1983) Fissidens gymnocarpus, a new species from Queensland, Australia. J. Bryology 12: 553–557.
- I.G. Stone, (1988) Acaulon granulosum, a new species in the Acaulon muticum complex; a comparison and key to Australian species. J. Bryology. 15: 257–268.
- Catcheside, D.G. & I.G. Stone, (1988) The mosses of the Northern Territory, Australia. J. Adelaide Bot. Gard. 11: 1–17.
- I.G. Stone, (1989) A revision of Phascum and Acaulon in Australia. J. Bryology 15: 745–777.
- I.G. Stone et D.G. Catcheside (1993) Two new species, Fissidens oblatus and F. badyinbarus, from Queensland, Australia. J. Bryology 17: 621–626.
- I.G. Stone, (1996) A revision of Ephemeraceae in Australia. Journal of Bryology 19: 279–295.
- I.G. Stone, (1997) A revision of Erpodiaceae with particular reference to Australian taxa. J. Bryology 19: 485–502.
- J.E. Beever et I.G. Stone (1999) Studies of Fissidens (Bryophyta: Musci): new taxa and new records for New Zealand. New Zealand Journal of Botany 37: 643–657.